# Адамс, Кэтрин Лизерман
Кэтрин Лизерман Адамс (англ. Katherine Leatherman Adams; 20 апреля 1964, Нью-Йорк, штат Нью-Йорк, США) — американский адвокат, корпоративный юрист и топ-менеджер: старший вице-президент и главный юрисконсульт корпорации Apple Inc (c 2017 года) и бывший главный юрисконсульт корпорации Honeywell (до 2017 года).

## Биография
Кэтрин Адамс родилась 20 апреля 1964 года в Нью-Йорке в семье Джона Гамильтона Адамса (известного юриста, эколога и преподавателя Права) и Патрисии Брэндон (Смит) Адамс.

### Образование
В 1986 году она получила степень бакалавра сравнительного литературоведения в области Французского и Немецкого языков в Университете Брауна, а затем в 1990 году докторскую степень юриста в школе Права Чикагского университета, где была удостоена принятия в почётное общество «Орден адвокатов».
И на протяжении всей своей дальнейшей карьеры, Адамс также занималась преподавательской деятельностью как профессор права в юридической школе Нью-Йоркского университета и профессор экологического права на юридическом факультете Колумбийского университета.

### Карьера
После получения образования она начала работать секретарём Стивена Брейера, который тогда занимал должность главного судьи Апелляционного суда 1-го судебного округа США. Затем она работала судебным адвокатом в Министерстве юстиции США (Отдел апелляций Департамента окружающей среды и природных ресурсов). И потом была секретарём судьи Верховного суда США Сандры Дэй О’Коннор.
После чего Кэтрин Адамс была партнёром Нью-Йоркского офиса Чикагской юридической компании Sidley Austin — являющейся в США шестой по величине юридической фирмой со штатом в 1900 юристов и годовым доходом более $1 миллиарда.
А с 2003 года она работала в корпорации Honeywell, в которой занимала должность вице-президента и главного юридического советника. Занимаясь организацией глобальных правовых стратегий для всей компании в которой работают 128 000 человек в более чем 100 странах мира. Кроме того, она отвечала за управление всеми правовыми вопросами компании, в том числе по ценным бумагам и раскрытием информации на бирже, корпоративным управлением человеческими ресурсами, защиты объектов интеллектуальной собственности, споров, соблюдения экологических требований, государственных отношений, а также поглощений и продажи тех или иных подразделений и дочерних фирм.
В октябре 2017 года Кэтрин Адамс перешла в корпорацию Apple и в конце 2017 года заняла место Брюса Сьюэлла, который ушёл на пенсию, — должность главного юрисконсульта и старшего вице-президента компании Apple по правовым вопросам и глобальной безопасности, в непосредственном подчинении генеральному директору Тима Кука. Адамс является членом исполнительной команды компании и отвечает за все юридические вопросы, в том числе корпоративного управления, интеллектуальной собственности, судебных и ценных бумаг, соблюдения глобальной безопасности и конфиденциальности.